# بوشيني إكليلي
بوشيني إكليلي أو سُحام الشوفان أو مرق الشوفان (الاسم العلمي: Puccinia coronata) هو نوع من الفطريات يتبع جنس البوشيني من فصيلة البوشينية.